# The Best of Motörhead
The Best of Motörhead — збірка пісень англійської групи Motörhead, яка була випущена 6 липня 1993 року.

## Композиції
1. Killed by Death — 4:39
2. Ace of Spades — 2:46
3. Motorhead — 3:55
4. Iron Fist — 2:53
5. Overkill — 5:10
6. Eat the Rich — 3:40
7. Love Me Like a Reptile — 3:21
8. (We Are) The Roadcrew — 3:30
9. Rock N' Roll — 3:48
10. The Hammer — 2:45
11. Damage Case — 3:01
12. The Chase Is Better than the Catch — 4:15
13. Stone Deaf in the U.S.A. — 3:34
14. No Class — 2:37
15. Bomber — 3:11
16. Doctor Rock — 3:36
17. Dead Men Tell No Tales — 3:04
18. Built for Speed — 4:53
19. Over the Top — 3:14
20. Orgasmatron — 5:25